# Usina Hidroelétrica Canoa Quebrada
O nome foi dado a uma área do Rio Verde, a 15 quilômetros a jusante da PCH, por um proprietário de terras ribeirinhas, que teve sua embarcação quebrada na corredeira e chegou a instalar no local uma placa com a indicação “Canoa Quebrada”.

Distante cerca de 35 quilômetros do centro de Lucas do Rio Verde encontra-se a Pequena Central Hidrelétrica Canoa Quebrada, com potência de 28 MW, energia suficiente para atender uma cidade de 100 mil habitantes.